# Teepavillon (Ruppertsberg)
Der Teepavillon in Ruppertsberg (Rheinland-Pfalz), vor Ort meist Teehaus genannt, ist ein klassizistischer Gartenpavillon und ein Wahrzeichen der Gemeinde. Er wird in der Denkmalliste des Landes Rheinland-Pfalz als Einzeldenkmal geführt und gilt als einer der anspruchsvollsten Bauten seiner Art in der Pfalz.

## Geschichte
Den Teepavillon ließ der Weingutsbesitzer Ludwig Heinrich Wolf aus Wachenheim erbauen, zusammen mit dem benachbarten Hofgut in der Obergasse 2. Der Pavillon gehörte zum Weingut Dr. Bürklin-Wolf, bis er am 4. November 2014 bei einem Brand schwere Schäden davontrug. Da die Eigentümerin die Mittel für den Wiederaufbau nicht alleine aufbringen konnte, trennte sie sich von dem Gebäude, das seit 2017 dem Förderverein Teehaus Ruppertsberg e. V. gehört. Es wurde dann unter anderem mithilfe von Spendengeldern bis zum Frühjahr 2021 restauriert und dient heute als „Außenstelle“ des Standesamts im benachbarten Deidesheim, außerdem wird es für Kultur- und Festveranstaltungen genutzt.

## Gebäude

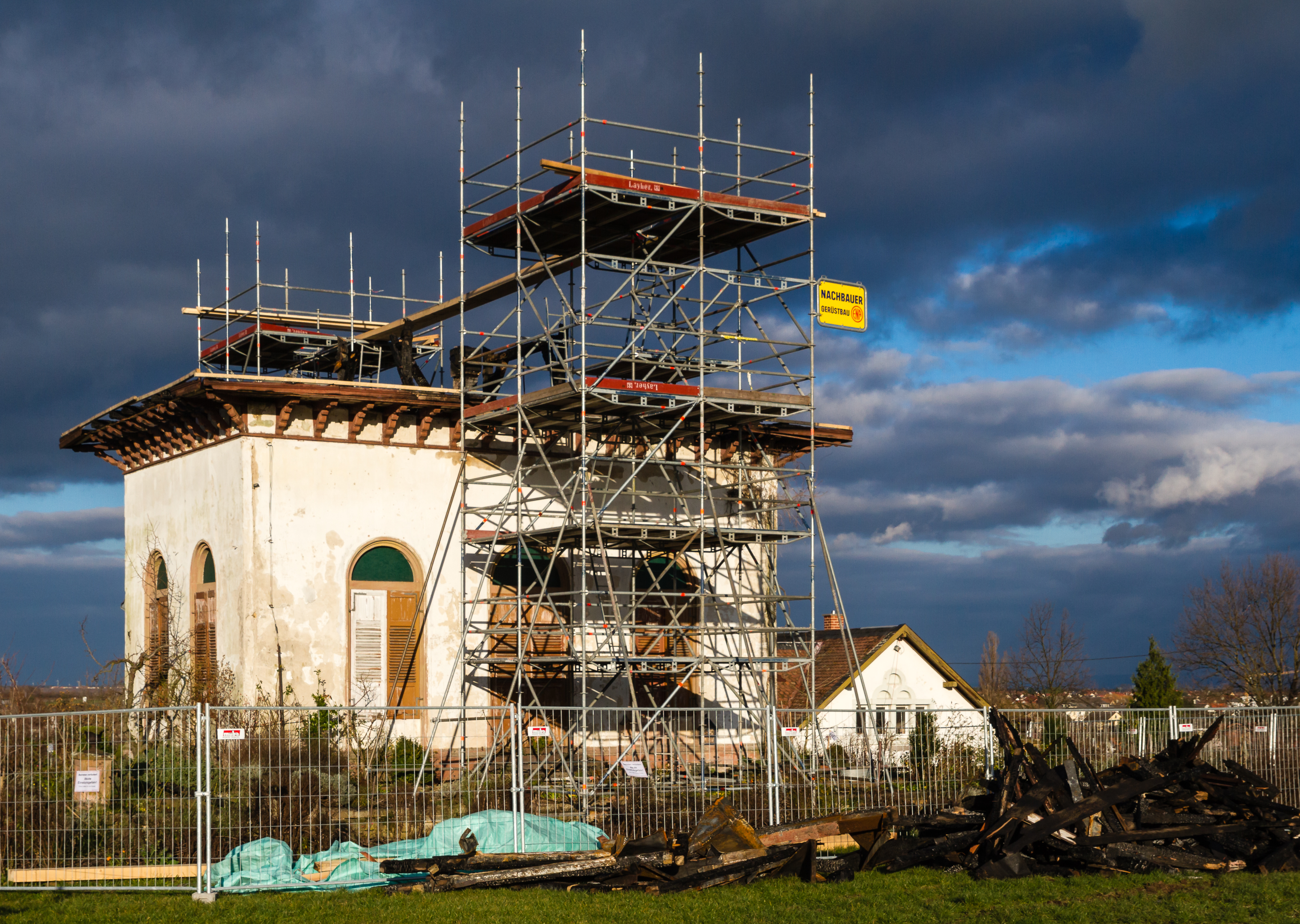
Wiederaufbau nach dem Brand (2014)

Der Teepavillon ist ein 2×3-achsiger Putzbau, der leicht exponiert auf einer Anhöhe am westlichen Ortsrand steht. Auf allen vier Seiten ist das Gebäude im Erdgeschoss mit je zwei oder drei rundbogigen Fenstern bzw. Türen versehen. Das leicht überstehende Zeltdach ist mit einem verglasten Belvederetürmchen bekrönt. Im Unterschied zu früher trägt das Gebäude seit dem Wiederaufbau eine ca. vier Meter lange verzinkte Stahlnadel (Himmelsnadel), die auf das Türmchen aufgesetzt wurde.
Die hölzerne Innenausstattung hat den Brand von 2014 nur teilweise überstanden, darunter vier Originaltüren. Vieles musste aufwändig restauriert oder ersetzt werden.